# Títol 21 CFR Part 11
El títol 21 CFR Part 11 és la part del títol 21 del Codi de regulacions federals que estableix les regulacions de l'Administració d'Aliments i Medicaments dels Estats Units (FDA) sobre registres electrònics i signatures electròniques (ERES). La part 11, com s'anomena habitualment, defineix els criteris segons els quals els registres electrònics i les signatures electròniques es consideren fiables, fiables i equivalents als registres en paper (Títol 21 CFR Part 11 Secció 11.1 (a)).

## Cobertura
Pràcticament parlant, la part 11 s'aplica als fabricants de medicaments, fabricants de dispositius mèdics, empreses de biotecnologia, desenvolupadors de productes biològics, CRO i altres indústries regulades per la FDA, amb algunes excepcions específiques. Requereix que implementin controls, incloses auditories, validacions de sistemes, pistes d'auditoria, signatures electròniques i documentació per al programari i els sistemes implicats en el processament de les dades electròniques que les regles de predicats de la FDA els exigeixen mantenir. Una regla de predicat és qualsevol requisit establert a la Llei Federal d'Aliments, Medicaments i Cosmètics, la Llei del Servei de Salut Pública o qualsevol regulació de la FDA que no sigui la Part 11.
La regla també s'aplica a les presentacions fetes a la FDA en format electrònic (p. ex., una sol·licitud de medicaments nous), però no a les presentacions en paper per mètodes electrònics (és a dir, faxos). Específicament, no requereix el requisit de la part 11 del 21 CFR per a la retenció de registres per als trackbacks dels fabricants d'aliments. La majoria dels fabricants d'aliments no estan obligats de manera explícita a mantenir registres detallats, però la documentació electrònica conservada per a l'APPCC i requisits similars ha de complir aquests requisits.
Seccions àmplies de la regulació han estat impugnades com "molt cares i per a algunes aplicacions gairebé poc pràctiques", i la FDA ha indicat com a guia que exercirà la discreció d'execució de moltes parts de la regla. Això ha generat confusió sobre què cal exactament i la norma s'està revisant. A la pràctica, els requisits sobre controls d'accés són l'única part que s'aplica habitualment. Les "regles de predicats", que obligaven a les organitzacions a mantenir registres en primer lloc, encara estan vigents. Si els registres electrònics són il·legibles, inaccessibles o danyats, els fabricants encara estan subjectes a aquests requisits.

## Contingut
- Subpart A – Disposicions generals
  - Àmbit
  - Implementació
  - Definicions

- Subpart-B – Registres electrònics
  - Controls per a sistemes tancats
  - Controls per a sistemes oberts
  - Manifestacions de signatura
  - Enllaç signatura/registre

- Subpart-C – Signatures electròniques
  - Requeriments generals
  - Signatures i controls electrònics
  - Controls per a codis/contrasenyes d'identificació

## Avantatges del 21 CFR Part 11
21 CFR Part 11 té els avantatges següents:
- Augment de la confidencialitat, integritat i accessibilitat de les dades
- Més entorns sense paper
- Intercanvi d'informació més ràpid
- Augment de l'estalvi de costos per la reducció de l'espai d'emmagatzematge i
- Errors reduïts